# Stará Oleška
Stará Oleška je vesnice a část obce Huntířov v okrese Děčín v Ústeckém kraji. Nachází se na rozhraní Českého středohoří a Děčínské vrchoviny v chráněné krajinné oblasti Labské pískovce, osm kilometrů východně od Děčína. Nadmořská výška sídla se pohybuje mezi 255 až 270 metrů. Nejvyšším bodem v okolí je Olešský vrch, který měří 355 metrů. Severozápadně od vesnice se nachází je také kopec Vyhlídka (305 metrů).

## Historie
Okolí Olešky bylo osídleno již před téměř 5000 lety. Před rokem 1000 zde lze doložit již trvalé osídlení podél obchodních cest. Právě přes Olešku vedla stará solná stezka, díky tomu zde vznikl opevněný dvorec. Na začátku čtrnáctého století je již zmiňována jako ves. Převážnou většinu obyvatel však tehdy tvořili němečtí kolonisté.
První písemná zmínka o vesnici pochází z roku 1380. Významným zlomem v její historii je až rok 1938, kdy je obsazena nacisty a poté rok 1945. kdy byli vysídleni Němci tvořící velkou část obyvatelstva Staré Olešky. Z odsunu Němců se osada dodnes nevzpamatovala. V roce 1960 byla, kvůli nízkému počtu obyvatel, společně s Novou Oleškou připojena k obci Huntířov. V následujících 40 letech již ve vesnici v důsledku komunismu upadal společenský život.

## Obyvatelstvo
Při sčítání lidu v roce 1921 ve vsi žilo 330 obyvatel (z toho 153 mužů), z nichž byli čtyři Čechoslováci, 324 Němců a dva cizinci. Kromě jednoho člověka bez vyznání a jednoho člena nezjišťovaných církví byli římskými katolíky. Podle sčítání lidu z roku 1930 měla vesnice 324 obyvatel: čtyři Čechoslováky a 320 Němců. Většina se hlásila k římskokatolické církvi, ale dva lidé byli bez vyznání a jeden člověk patřil k nezjišťovaným církvím.
|                                                                   | 1869 | 1880 | 1890 | 1900 | 1910 | 1921 | 1930 | 1950 | 1961 | 1970 | 1980 | 1991 | 2001 | 2011 |
| ----------------------------------------------------------------- | ---- | ---- | ---- | ---- | ---- | ---- | ---- | ---- | ---- | ---- | ---- | ---- | ---- | ---- |
| Obyvatelé                                                         | 551  | 519  | 479  | 446  | 406  | 455  | 436  | 176  | 137  | 130  | 97   | 87   | 154  | 208  |
| Domy                                                              | 101  | 105  | 105  | 100  | 101  | 98   | 100  | 112  | —    | 33   | 28   | 62   | 39   | 61   |
| Počet domů z roku 1961 je zahrnut v domech místní části Huntířov. |      |      |      |      |      |      |      |      |      |      |      |      |      |      |

## Přírodní poměry
Celá vesnice leží na pískovcích. Ty se zde usazovaly před 100 miliony lety. Okolní vrchy se ale skládají především z čediče. Přes Starou Olešku protéká potok Olešnička. Na tom také leží Olešský rybník, který byl založen roku 1471.[zdroj⁠?!]

## Doprava
Poblíž vesnice vede Silnice I/13 a Železniční trať Děčín–Rumburk.

## Pamětihodnosti
Ve Staré Olešce se nacházejí domy cenné svou lidovou architekturou.
- Boží muka
- Přírodní rezervace Stará Oleška
- Buk v Lužné – památný strom, roste v osadě Lužná na rozhraní obecní cesty a soukromého pozemku u čp. 20[8]

## Fotogalerie

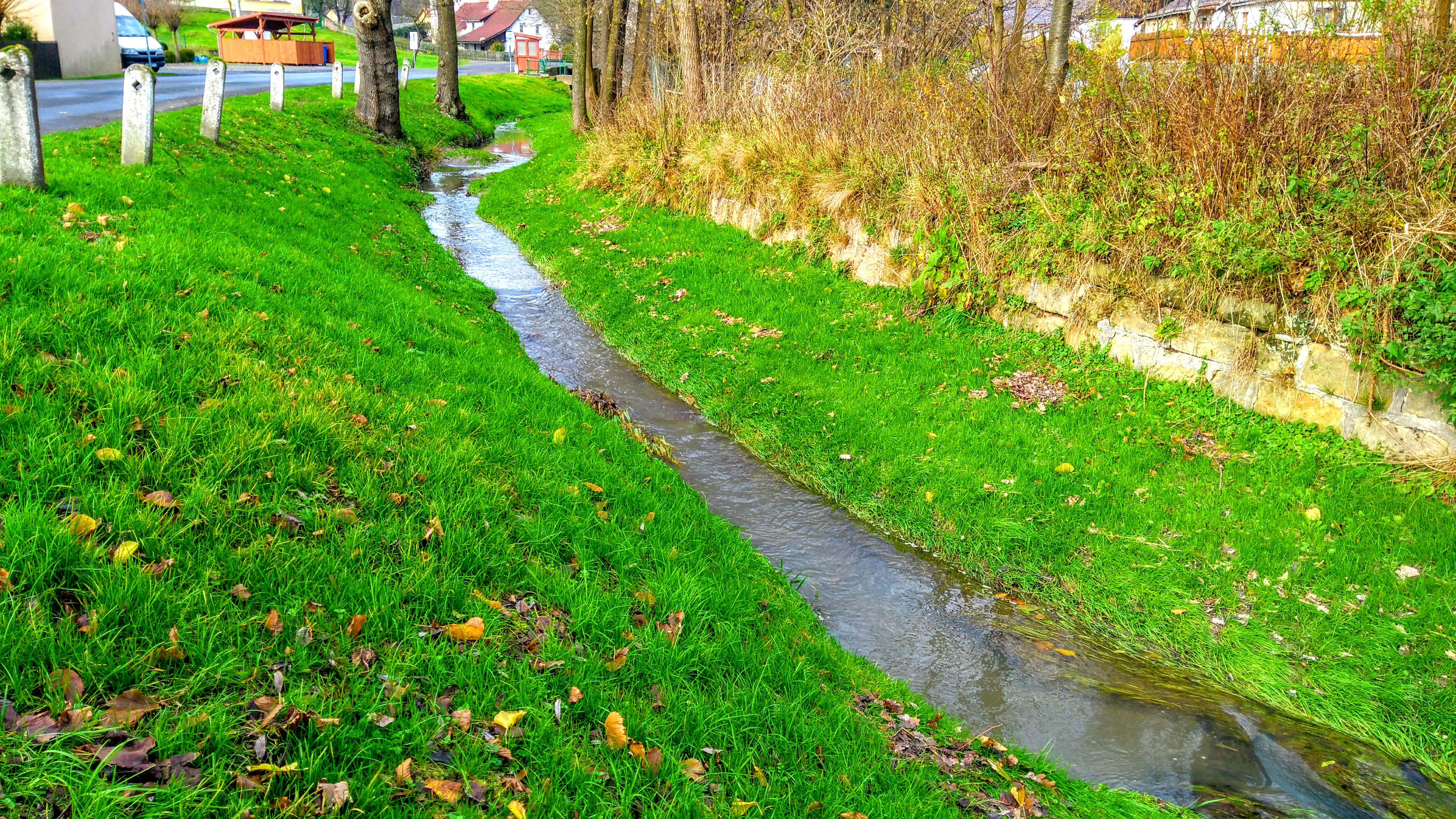
Potok Olešnička
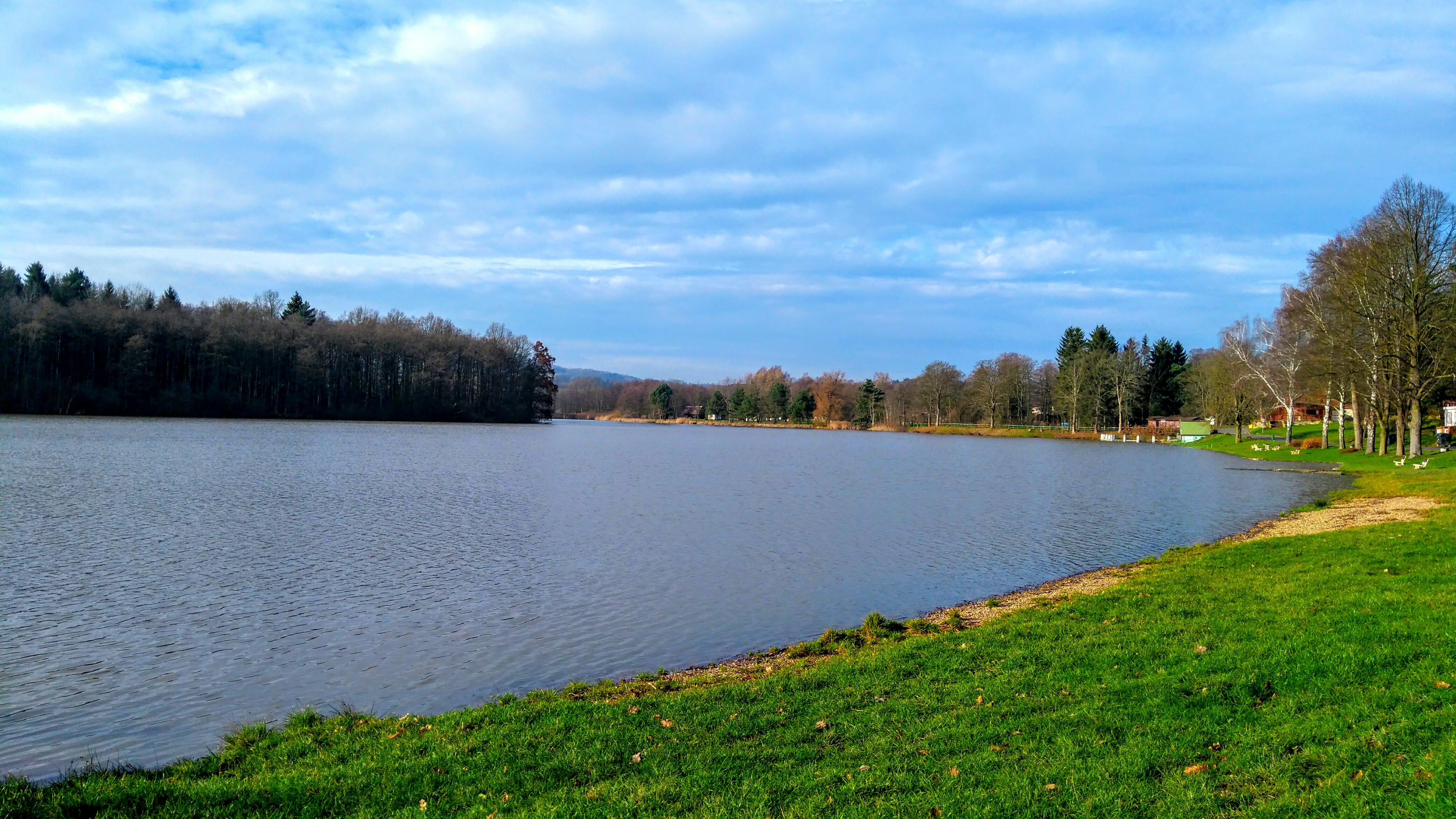
Olešský rybník